# Bulldog Drummond (1929)
Bulldog Drummond is een Amerikaanse pre-Code misdaadfilm uit 1929 onder regie van F. Richard Jones. De hoofdrollen worden vertolkt door Ronald Colman, Claud Allister, Lawrence Grant, Montagu Love, Wilson Benge, Joan Bennett en Lilyan Tashman. Het scenario is een bewerking van het gelijknamig toneelstuk uit 1921 van H.C. McNeile. Destijds werd de film in Nederland uitgebracht onder de titel De bulldog.

## Verhaal
Bulldog Drummond is een jonge Britse legerofficier die na de Eerste Wereldoorlog niet kan wennen aan het saaie burgerleven. In zijn zoektocht naar avontuur plaatst hij een advertentie die beantwoord wordt door Phyllis Benton, een jonge Amerikaanse. Zij wil dat Drummond haar oom Hiram J. Travers bevrijdt uit een psychiatrische inrichting waar hij gevangen wordt gehouden door de sadistsiche Dr. Lakington en zijn handlanger Peterson. Lakingtons bedoeling is om Travers te martelen om zo zijn fortuin te bemachtingen. Na verschillende opwindende avonturen slagen Drummond en zijn vriend Algy erin om de gedrogeerde Travers te ontvoeren en daarmee Phyllis' liefde en Travers' dankbaarheid te winnen.

## Rolverdeling
| Acteur         | Personage               |
| -------------- | ----------------------- |
| Ronald Colman  | Hugh "Bulldog" Drummond |
| Claud Allister | Algy Longworth          |
| Lawrence Grant | Dr. Lakington           |
| Montagu Love   | Carl Peterson           |
| Wilson Benge   | Danny, Drummond's valet |
| Joan Bennett   | Phyllis Benton          |
| Lilyan Tashman | Irma                    |
| Charles Sellon | Hiram J. Travers        |
| Adolph Milar   | Marcovitch              |
| Tetsu Komai    | Chong                   |
| Gertrude Short | Barmaid                 |
| Donald Novis   | Country Boy             |

## Trivia
- Colman werd genomineerd voor de Oscar voor beste mannelijke hoofdrol en William Cameron Menzies voor beste productieontwerp.[3][4]
- Er waren eerder al twee Bulldog Drummond-films gemaakt: Bulldog Drummond (1922) en The Third Round (1925), beide stomme films. De film uit 1929 was de eerste Bulldog Drummond-film met geluid en was tevens ook Ronald Colmans eerste geluidsfilm. Nadien volgde er nog een reeks Drummond-films, te beginnen met Temple Tower uit 1930.